# Paraplatoides nigrum
Paraplatoides nigrum är en spindelart som beskrevs av Zabka 1992. Paraplatoides nigrum ingår i släktet Paraplatoides och familjen hoppspindlar. Inga underarter finns listade i Catalogue of Life.